# باب کرو
رابرت «باب» کرو (به انگلیسی: Robert "Bob" Crow) یکی از معروفترین رهبران اتحادیه‌های کارگری بریتانیا و دبیرکل اتحادیه مهم حمل و نقل بریتانیا بود.

## زندگی‌نامه
باب کرو در ۱۳ ژوئن ۱۹۶۱ در شدول در شرق لندن به دنیا آمد و در شانزده سالگی پس از ترک تحصیل، کارگر راه آهن شد. در بیست سالگی باب کرو به نمایندگی محلی اتحادیه کارگران راه آهن انتخاب شد و در سال ۲۰۰۲ پس از درگذشت رهبر اتحادیه حمل و نقل به جانشینی او انتخاب شد. به گفته یکی از رهبران اتحادیه‌های کارگری «باب موردستایش اعضای اتحادیه خود قرارداشت اما صاحبان و مدیران کار از او واهمه داشتند و این همان چیزی بود که باب می‌خواست.»
نیک رابینسون، دبیر سیاسی بی‌بی‌سی می‌گوید:" 
او بی شک در زمینه تامین امنیت شغلی و حقوق کارگران، یکی از موفق‌ترین رهبران اتحادیه‌های کارگری بریتانیا بود."
اد میلیبند، رهبر حزب کارگر بریتانیا از مرگ او ابراز تاسف کرد 
— "من از نظر سیاسی همیشه با نقطه نظرهای او موافق نبودم اما به تعهدی که او به زنان و مردان کارگر اتحادیه خود نشان می‌داد احترام زیادی قائل بودم. او در تمام دوران زندگی اش علیه فاشیسم فعالیت کرد."
باب کرو علناً با جنگ علیه عراق مخالفت ورزید و به باورهایی که داشت پایبند بود.
دیوید کامرون، نخست وزیر و دیگر سیاستمداران بریتانیا هم از بابت درگذشت او ابراز تاسف کرده‌اند.
در ۱۱ مارس ۲۰۱۴ در سن پنجاه و دو سالگی در اثر سکته قلبی در لیتونستون، لندن درگذشت.